# Zenobia (opera)

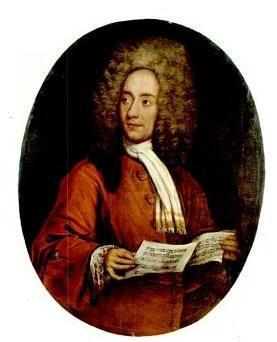
Tomaso Albinoni

Zenobia, regina de' Palmireni (Zenobia, drottning av Palmyra) är en italiensk opera i tre akter med musik av Tomaso Albinoni och libretto av Antonio Marchi. 

## Historia
Med denna opera gjorde Albinoni sin debut som operakompositör. Marchis libretto är historiskt osann och poetiskt ofullständig men dramatiskt övertygande. Albinonis musik innehåller flera bra arior och förspelet till akt I, en trumpetsonat, är ett fint exempel på tidig unisonmusik för stråkar. Operan hade premiär vid på Teatro Santi Giovanni e Paolo i samband med Karnevalen i Venedig 1694.

## Handling
Den modiga drottning Zenobia av Palmyra besegras av den romerske kejsaren Aurelianus med hjälp av stadens borgmästare, den svekfulle Ormonte. Då hon vägrar att ta emot Aurelianus kärlek döms hon till döden men imponerar på honom genom att vägra döda honom på förslag från Ormonte. Hon frikänns och återtar sin tron.